# 백의파

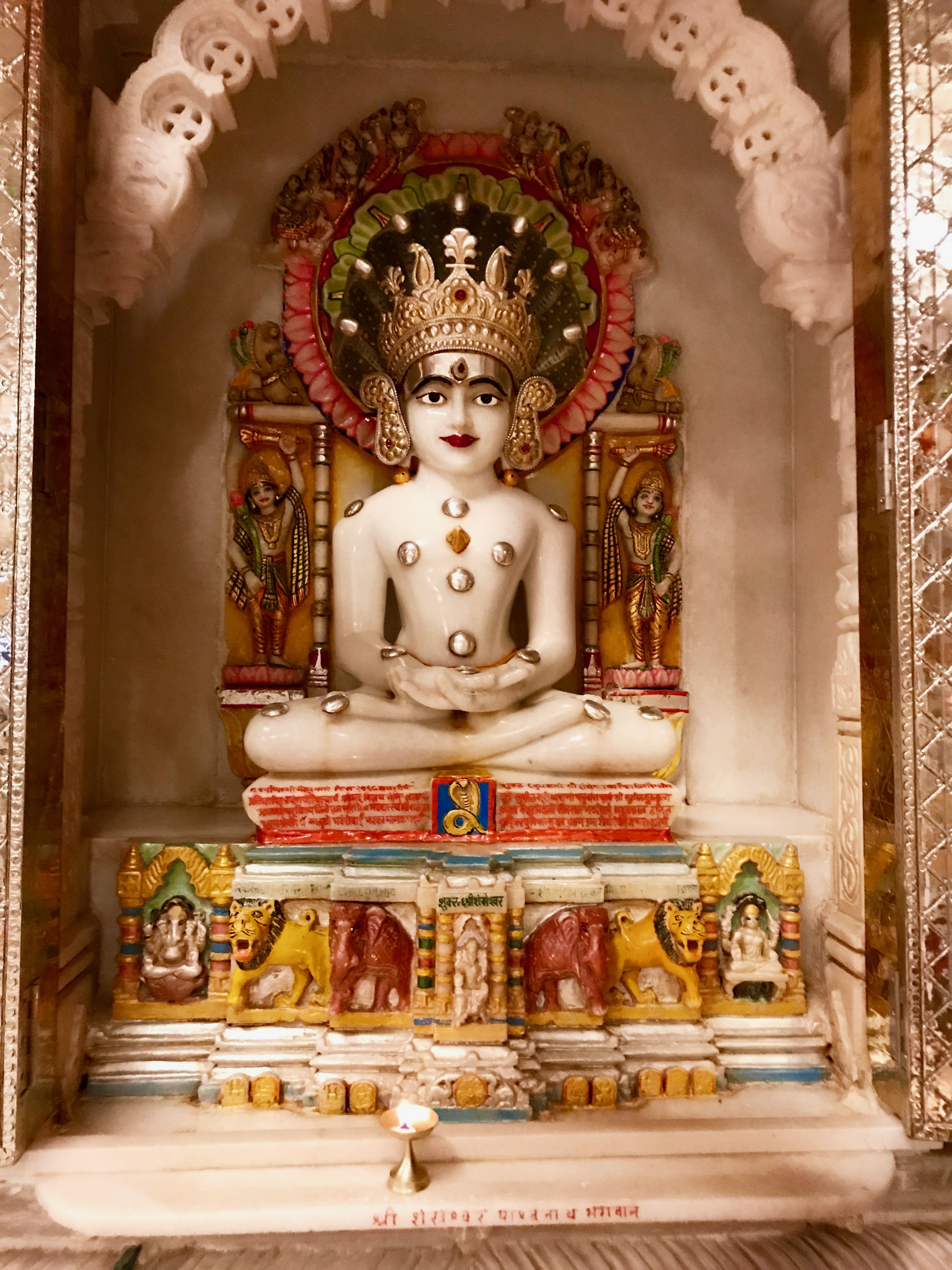
마이소르의 자이나교 사원에 있는 제23대 티르탕카라 파르슈바나타의 백의파 우상.

백의파(白衣派, Śvetāmbara)는 공의파와 함께 자이나교의 2대 종파 중 하나이다. 옷을 입지 않고 벌거벗은 채 수행하는 공의파와 달리 하얀색 옷을 입으며, 수도승들이 벌거벗은 채 수행해야 한다고 믿지 않는다.
백의파와 공의파 전통은 복장 규정, 사원 및 아이콘그래피, 자이나교 비구니에 대한 태도, 전설, 그리고 중요하게 여기는 텍스트 등에 걸쳐 역사적인 차이를 보여왔다. 백의파 공동체는 현재 주로 구자라트, 라자스탄, 마하라슈트라 해안 지역에서 발견된다. 제프리 D. 롱(Jeffery D. Long)에 따르면, 인도 자이나교도의 약 80%가 백의파이다.